# Rio Doamna (Bistriţa)
O Rio Doama é um rio da Romênia, afluente do Bistriţa, localizado no distrito de Neamţ.